# Heikki Sarmanto

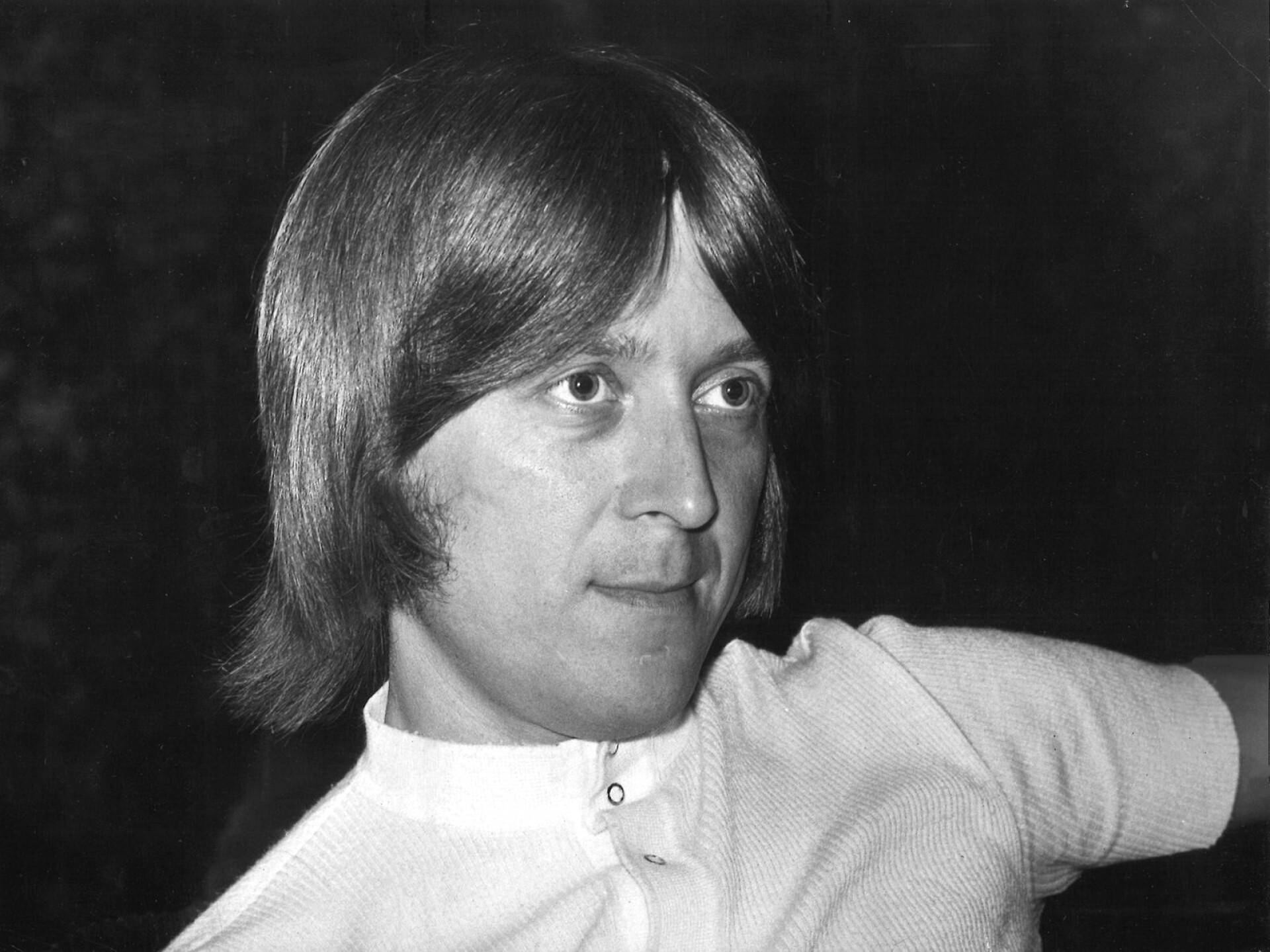
Ca. 1972.

Heikki Veli Uolevi Sarmanto (Helsinki, 22 juni 1939) is een Fins componist en jazzmusicus.
Sarmanto begon met jazz in de jaren zestig. Hij studeerde eerst aan de Sibeliusacademie (vanaf 1962) bij Joonas Kokkonen (compositie) en Martti Pavola (piano). Later studeerde hij aan het Berklee College of Music in Boston bij Herb Pomeroy, Charlie Mariano en Margaret Chaloff. Hij werd in 1970 uitgeroepen tot Fins jazzmusicus van het jaar en won daarna meer prijzen zoals op het Montreux Jazz Festival, overigens in zowel de categorie solist als ensemblespeler.
Hij heeft een veertigtal muziekalbums op zijn naam staan, voorts schreef hij ook filmmuziek. Hij heeft samengespeeld met vele andere artiesten uit de jazzwereld zoals Sonny Rollins, Art Farmer, Helen Merrill en George Russell. Daarnaast heeft hij ook samengewerkt met bariton Jorma Hynninen, het Fins Radiosymfonieorkest en andere Finse ensembles op het gebied van klassieke muziek.
In september 1998 werd Sarmanto aangesteld als muzikaal leider van het UMO Jazz Orchestra. Zijn muziek bestaat in eerste instantie uit pure jazz, doch de opnamen voor Finlandia Records bevatten vaak een combinatie van jazz en klassieke muziek. De albums van genoemd platenlabel zijn moeilijk verkrijgbaar; het label werd opgeheven of opgeschoond door de toenmalige baas Warner Music. Sarmanto speelt/speelde vaak samen met fluitist Juhani Aaltonen.
Pekka Sarmanto is Heikki's broer.

## Discografie
- Flowers in the Water (1969)
- A Boston Date (1970) met The Serious Music Ensemble
- Counterbalance (1971) met Heikki Sarmanto Quintet
- Like a Fragonard (1971)
- Everything Is It (1972)
- Onnen aika (Time of Happiness) (1973)
- Open Ear (1975)
- No Comments (1975)
- Our Latin Friends (1976)
- Syksy ja muita lauluja (Autumn and Other Songs) (1976)
- Moment Musical (1978)
- New Hope Jazz Mass (1979) (Finlandia)
- Magic Song (1980)
- The Voice/Maija (1981)
- Song for my Brother (1982)
- Kuutamo Metsässä (Moonlight in the Forest) (1983)
- Suomi, Symphonic Jazz Poem for Orchetra (1984) (Finlandia)
- Betonimylläri (Concrete Mixe) (1987)
- Man with a Sax (1987)
- Taina: Scene from a Trance (1987)
- Felix the Great (1988)
- Northern Pictures (1989) (Finlandia)
- Salakuljetettu ikoni (Smuggled Icon) (1989)
- Pan Fantasy (1990) (Finlandia)
- Distant Dreams (1990) (Finlandia)
- The Traveler (1991) (Finlandia)
- Kalevala Fantasy (1992) (Finlandia)
- Evergreen Love Songs (1993)
- Hearts (1995)
- Nocturne (1996)
- Perfect Harmony (1996)(Finlandia)
- Carrousel (1997
- Hellyys (1997)
- Meet the Composer (1997) (verzamelalbum Finlandia)
- Déja Vu (2000)
- Rise (2001)
- Horizons – A lua luará (2003)
- The Touch Of Your Voice (2004)
- The Song of Extinct Birds (2005)
- Surreal Romance (2007)
- Moonflower (2008)